# Iveco 160
L'IVECO 160 est un camion polyvalent mi-lourd, porteur ou tracteur de semi-remorques, fabriqué par le constructeur italien IVECO de 1983 à 1990. 
Ce véhicule a remplacé l'IVECO 159. Il sera aussi assemblé en Allemagne, pour le marché local, dans les ex usines Magirus-Deutz, mais équipé d'un moteur refroidi par air. Ce sera le dernier véhicule Iveco à recevoir ce type de motorisation. Il sera également fabriqué en Argentine sous la référence Fiat 160 par Fiat V.I. Argentina pour répondre aux demandes des marchés d'Amérique du Sud. 
Cette série a connu un grand succès auprès des petits transporteurs, essentiellement dans le domaine des travaux publics et le bâtiment. Homologué en Italie pour un PTC de 18 tonnes, nombre de carrossiers industriels lui ont ajouté un essieu autodirecteur à l'arrière pour porter son PTC à 24 tonnes conformément au code de la route italien. Avec une remorque à 2 essieux ou en version semi-remorque, il avait un PTRA de 30 tonnes, valeur limitée par la puissance du moteur. Le ratio minimal en Italie étant de 8 ch la tonne. 
Rappel des charges transportées autorisées par le code de la route italien apparu en 1976 :
- 18 t sur un 4x2 normal, 20 t pour un 4x2 de chantier,
- 24 t pour un porteur 6x2,
- 30 t pour un 6x4 normal, 33 t pour un véhicule chantier homologué "mezzo d'opera",
- 36 t pour un 8x4 normal, 40 t pour un véhicule de chantier "mezzo d'opera",
- 44 t pour un train routier type 6x2/2 pour le porteur et idem pour la remorque, comme pour un semi-remorque avec un tracteur en 4x2 et 3 essieux dont un essieu simple autodirectionnel sur la semi.
- 56 t pour un semi homologuée de chantier "mezzo d'opera".

Ces capacités de transport sont assorties d'une contrainte : disposer d'une puissance de 8 ch par tonne transportée, d'où la fameuse barre des 352 ch pour respecter ce minimum 44 tonnes x 8 ch/t = 352 ch.
Il sera remplacé en 1990 par les IVECO TurboTech et IVECO Eurocargo pour couvrir la tranche mi-lourde de transport de 18 tonnes. En Argentine, Fiat V.I. Argentina produira l'Iveco 150 qui le remplacera.

## L'IVECO 160 en synthèse
Ce sera le dernier modèle de la marque à offrir le choix entre une motorisation de base refroidie par eau et en option un moteur refroidi par air sur les marchés allemands et français uniquement.
- En Europe, les moteurs étaient le fameux et très robuste 6 cylindres en ligne Fiat 8220-22 de 9 572 cm3 de cylindrée développant 240 ch DIN à 2 300 tr/min,
- En Allemagne et en France, en option, le 6 cylindres Deutz BF8L513 de 12 763 cm3 de cylindrée développant la puissance de 306 ch.
- En Argentine, le moteur était le très robuste 6 cylindres en ligne Fiat 8200.03 de 10 308 cm3 de cylindrée développant la puissance de 210 ch, répondant à la demande du marché.

La cabine était de la nouvelle génération de cabines unifiées basculantes du groupe, le type T-Range

### SERIE mi-lourde 160
| Modèle                         | Années de production | Type moteur               | Cylindrée cm3 | Puissance ch DIN | PTC en tonnes |
| ------------------------------ | -------------------- | ------------------------- | ------------- | ---------------- | ------------- |
| IVECO 159 F20                  | 1981 - 1983          | Fiat 8220-02              | 9.572         | 201              | 16,0 - 32     |
| IVECO 160                      | 1983 - 1990          | Fiat 8220-22              | 9.572         | 240              | 18,0 - 30,0   |
| IVECO 165                      | 1983 - 1985          | Fiat 8220-22              | 9.572         | 240              | 18,0 - 30,0   |
| IVECO 175                      | 1985 - 1990          | Fiat 8460-21              | 9.500         | 240              | 18,0 - 30,0   |
| Fiat 160 Argentina             | 1983 - 1986          | Fiat 8280-22              | 10.308        | 210              | 16,0          |
| Fiat-Iveco 150 Turbo Argentina | 1986 - 1996          | Fiat 8060.25.A.595        | 5.861         | 210              | 18,0 - 40,0   |
| IVECO Eurocargo                | 1990 - 2010          | Fiat 8060.45B / F4AE0681D | 5.861 / 5.880 | 210 / 250        | 40,0          |
| IVECO Tector                   | 2010 - 20xx          | FPT F4AEE681F             | 5.880         | 250              | 40,0          |